# (19294) Weymouth
(19294) Weymouth (1996 PF) – planetoida z grupy pasa głównego asteroid okrążająca Słońce w ciągu 3,73 lat w średniej odległości 2,4 j.a. Odkryta 6 sierpnia 1996 roku.